# Петропавлівка (Братська селищна громада)
Петропа́влівка — село в Україні, у Братській селищній громаді Вознесенського району Миколаївської області. Населення становить 669 осіб. До 2020 року орган місцевого самоврядування — Петропавлівська сільська рада.

## Історія
За даними на 1859 рік у власницькому селі Петро-Павлівка (Ілляшевича) Єлисаветградського повіту Херсонської губернії мешкало 412 осіб (209 чоловіків та 203 жінок), налічувалось 68 дворових господарств, існував завод.
Станом на 1886 рік у колишньому власницькому селі Трикратської волості мешкала 561 особа, налічувалось 93 двори.
Під час організованого радянською владою Голодомору 1932—1933 років померло щонайменше 82 жителі села.

## Населення
Згідно з переписом УРСР 1989 року чисельність наявного населення села становила 763 особи, з яких 337 чоловіків та 426 жінок.
За переписом населення України 2001 року в селі мешкало 667 осіб.

### Мова
Розподіл населення за рідною мовою за даними перепису 2001 року:
| Мова       | Чисельність | Відсоток |
| ---------- | ----------- | -------- |
| українська | 468         | 69,96%   |
| російська  | 186         | 27,80%   |
| румунська  | 14          | 2,09%    |
| вірменська | 1           | 0,15%    |
| Усього     | 669         | 100%     |

## Пам'ятки природи
- Виступи гранітів біля с. Петропавлівка — пам'ятка природи місцевого значення; Хомутець — заповідне урочище (на північ від села).

## Відомі люди
- Бичков В'ячеслав Васильович (1941—?) — народний депутат України 1-го скликання.
- Спащенко Юрій Вікторович (1994—2014) — солдат строкової служби, військовослужбовець військової частини 3027 Національної гвардії України. Загинув поблизу м. Маріуполь Донецької області при виконанні службово-бойового завдання в зоні проведення АТО.